# Nombre de neutrons

Quelques isotopes du carbone, de l'azote et de l'oxygène.

Le nombre de neutrons (N) est le terme employé en chimie et en physique pour représenter le nombre de neutrons du noyau d'un atome.
Il est égal à la différence entre le nombre de masse A et le numéro atomique Z.
{\displaystyle N=A-Z}
À la différence du nombre de masse et du numéro atomique, il n'accompagne généralement pas le symbole chimique.
Comme le nombre de masse, il détermine chez un élément chimique l'existence d'isotopes. Exemple : l'hydrogène (1H) a trois isotopes naturels : l'hydrogène ordinaire (noté 1H, 1 proton, 0 neutron), le deutérium (2H, 1 proton, 1 neutron) et le tritium (3H, 1 proton, 2 neutrons).
Pour les noyaux légers, le nombre de neutrons est voisin du nombre de protons (N ~ Z) ; par contre, pour les plus lourds, le premier croît plus rapidement que le second (N > Z). Le noyau stable le plus lourd est constitué de 82 protons et 126 neutrons (soit 208 nucléons), il s'agit du plomb 208.